# پایگاه هوایی توکومس
پایگاه هوایی توکومس (به انگلیسی: Tukums air base) یک فرودگاه غیرنظامی است که یک باند فرود بتن دارد و طول باند آن ۲۵۰۰ متر است. این فرودگاه در کشور لتونی قرار دارد و در ارتفاع ۷۱ متری از سطح دریا واقع شده است.